# August Wrześniowski
August Oktawian Wrześniowski (ur. 22 marca 1836 w Radomiu, zm. 16 maja 1892 w Warszawie) – polski zoolog, prawnik, popularyzował teorię Darwina o ewolucji, twórca polskiej protozoologii. W latach 1864–1889 był profesorem Szkoły Głównej Warszawskiej, następnie Cesarskiego Uniwersytetu Warszawskiego. Należał do licznych towarzystw naukowych krajowych i zagranicznych oraz do Towarzystwa Tatrzańskiego.
Józef Nusbaum stwierdził, że August Wrześniowski był jednym z pierwszych, którzy w Polsce głosili z katedry zasady ewolucjonizmu; i że zwięźle, nader jasno i krytycznie wykładał podstawy teorii Darwina.

## Publikacje
August Wrześniowski opublikował ponad 200 prac i artykułów, dotyczących m.in. fauny wymoczków i skorupiaków polskich, antropologii górali tatrzańskich, etnografii Podhala.
- Wykłady zoologii, miane w Szkole Głównej Warszawskiej (kurs litografowany; pierwsze wiadomości o darwinizmie w Polsce), 1863;
- Karol Darwin, w: Wszechświat, (1882);
- Przyczyny dziedziczności i zmienności u roślin i u zwierząt, w: Ateneum (1887),
- podręcznik Zasady zoologii (1888)[2].

Oraz przetłumaczył na język polski dzieła Eduarda Oscara Schmidta, Alfreda Russela Wallace'a i Thomasa Henry'ego Huxleya.
Jako działacz Towarzystwa Tatrzańskiego August Wrześniowski w wydanej przez warszawskie Ateneum w 1881 r. pracy Tatry i Podhalanie, przedrukowanej rok później w „Pamiętniku Towarzystwa Tatrzańskiego” wspomina o góralskich pieśniach, podając ich przykłady.
Pochowany na cmentarzu Powązkowskim (kwatera 178-1-9/10).